# Demografia de Liechtenstein
Liechtenstein é o quarto menor país da Europa, depois do Vaticano, Mônaco e San Marino. 1/3 de sua população é nascida no estrangeiro, principalmente alemães, portugueses, suíços e austríacos.

## Características da população
O Liechtenstein é um país cujo território é muito pequeno, não dando espaço para uma larga população. O país é o quarto menor da Europa, depois do Vaticano, San Marino e Mónaco.
Estimada em Julho de 2006, a população ronda os 34 911 habitantes, sendo que estes são maioritariamente nascidos no estrangeiro, principalmente portugueses, alemães, suíços e austríacos. A população do Liechtenstein caberia praticamente duas vezes no Estádio da Luz (cerca de 65 400 lugares sentados), em Lisboa, e quase três vezes no Estádio de Wembley (90 mil lugares sentados), em Wembley, a norte de Londres.
Os emigrantes no país representam 34,1% da população, equivalendo a quase 12 mil habitantes.
A taxa de migração não é muito elevada, rondando os 4,93 migrantes por cada 1000 habitantes. Em Portugal, estima-se que haja 14 cidadãos do Liechtenstein. Já no Liechtenstein vivem aproximadamente 561 portugueses, um número pequeno mas maior que o de alguns países de maior território, como a Polónia.
A alfabetização da população atinge 100%, o que significa que toda a população está alfabetizada e não existe analfabetismo no país, uma taxa bem diferente  do Brasil.

## O crescimento da população
A taxa de crescimiento da população equivale a 0.9%, segundo dados de 2005, algo acima da média europeia (0.2%). Está notávelmente acima da taxa portuguesa, que ronda 0.4%. A média etária da população é de 38,5 anos, equivalente à de Portugal. A têndencia é aumentar, contrariando assim a média europeia e a da maioria dos países do continente, e é provavél que o país atinja os 35.200 cidadãos nacionalizados no final de 2007.
A taxa de nascimentos ronda os 11,66 nados-vivos por cada 1000 habitantes, segundo dados oficiais de 2002, en quanto a taxa de falecimentos, aproximadamente, 6.76 falecimentos por 1000 habitantes, segundo dados do mesmo ano. A taxa de mortalidade infantil ronda os 4.92 nados mortos por cada 1000 nascimentos, algo preocupante no território europeu, representando em Portugal, 5 nados-mortos com menos de um ano por cada 1000 habitantes.
A taxa de fertilidade conta 1,5 crianças por cada mulher nacionalizada, com a inclusão das mulheres emigrantes no país. A taxa de fertilidade da população vivente no ambiente rural ronda 1,8 crianças, enquanto a população vivente nas urbes aproxima-se das 1,6 crianças. Segundo os Census a população feminina é maior que a população masculina, e a tendência é aumentar o número.
A população urbana atinge 21.2% da população, segundo dados oficiais de 2004.

## Pirâmide demográfica
Contrariando a vertente europeia, o país tem uma população relativamente jovem, segundo a pirâmide demográfica de 2004.
A Europa tende a envelhecer, sendo um continente industrializado e desenvolvido, em que as mulheres conquistam de dia para dia uma forte posição na sociedade, não restando tempo para a educação de crianças, que dispendem muito tempo. A crise financeira agrava-se e os europeus não conseguem suportar o «empreendimento financeiro» que representa uma criança e o seu crescimento. Mas, no Liechtenstein essa têndencia negativa é superada e o governo empreendeu políticas natalistas, tal como na Dinamarca.
Assim a população jovem representa uma boa parte da população total, cerca de 17.8%, e supera a população idosa, que representa 11.6% dos cidadãos liechtensteinenses. A taxa de idosos residentes em Portugal é bem maior, representando 18% da população, e tende a aumentar. Os idosos com mais de 75 anos prevalecem nesta taxa em Portugal, enquanto no Liechtenstein representam um valor mínimo dentro da faixa etária idosa.
Mesmo assim a faixa etária que compreende os cidadãos de 15 a 64 anos de idade é a maior e representa mais de um terço da população, incluindo a maior parte da população jovem (dos 0 ao 35 anos de idade).
O número de mulheres, segundo esta pirâmide, é superior ao dos homens, em todas as faixas etárias.
- 0-14 anos: 17.8%
  - Homens: 2.950
  - Mulheres: 3.014
- 15-64 anos: 70.5%
  - Homens: 11,745
  - Mulheres: 11,837
- Mais de 65 anos: 11.6%
  - Homens: 1,598
  - Mulheres: 2,292

## Esperança média de vida
A esperança média de vida para a totalidade da população estima-se em 80,1 anos de idade. As mulheres conservam uma esperança de vida bem maior que a dos homens, sendo que para eles a estimativa é de 75,47 anos e para elas conta-se nos 83,6 anos. Comparado com Portugal, os resultados são parecido, sendo que os homens têm uma esperança de vida de 70,2 e as mulheres de 78,2 anos de idade. Algo que não surpreende, pois a qualidade de vida liechtensteinense e dos restantes países alpinos é superior à portuguesa.
A esperança de vida brasileira também é inferior à portuguesa e à do Liechtenstein.

## Densidade populacional por comuna
| Balzers | Eschen | Gamprin | Mauren | Planken | Ruggell | Schaan | Schellenberg | Triesen | Triesenberg | Vaduz |
| ------- | ------ | ------- | ------ | ------- | ------- | ------ | ------------ | ------- | ----------- | ----- |
| 216     | 367    | 189     | 441    | 67      | 237     | 203    | 275          | 166     | 86          | 205   |

Taxa de crescimento populacional: 0.7% (2013 est.)
Grupos étnicos: Alemães 85,9%, italianos, turcos e outros 14,1%